# Interferòmetre de Fabry-Pérot

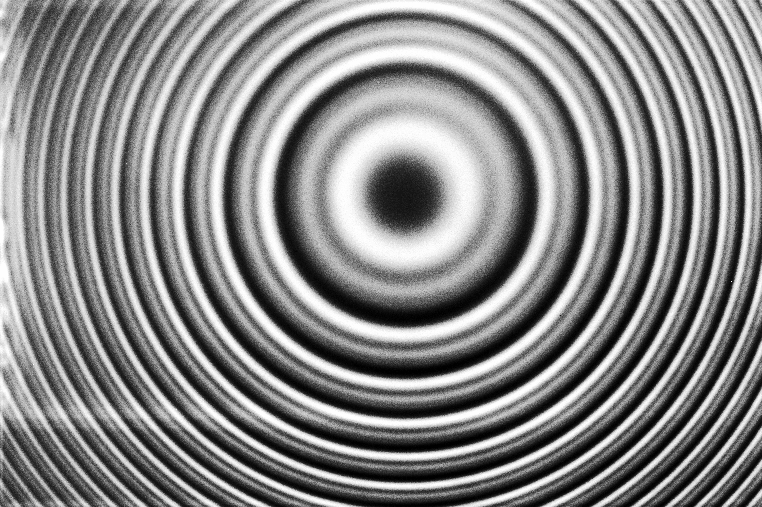
Cercles d'interferència que mostren l'estructura fina d'un interferòmetre de Fabry-Pérot. La font de llum és un llum freda de deuteri.

En òptica, un interferòmetre de Fabry-Pérot, o etalon, és un interferòmetre constituït per una placa amb dues superfícies reflectores, o dos miralls paral·lels altament reflectors. Tècnicament, el primer és un etalon i el posterior és un interferòmetre, però la terminologia es fa servir, sovint, de manera indistinta. Quan es determina el seu espectre de transmissió en funció de la longitud d'ona es verifica que existeixen pics de gran transmissió que corresponen a la ressonància de l'etalon. Es va nomenar després de Charles Fabry i Alfred Perot. "Etalon" és un terme que prové del francès étalon, que significa "càlcul de mesura" o "estàndard".
L'efecte de ressonància d'un interferòmetre de Fabry-Pérot és idèntic al que s'usa en un filtre dicroic. Els filtres dicroics són col·leccions seqüencials molt primes d'interferòmetres de Fabry-Pérot i estan caracteritzats d'aquesta manera i dissenyats s'utilitzen les mateixes regles matemàtiques.
Els etalons s'usen amb força freqüència en telecomunicacions, làsers i espectroscòpia de control i mesura de longituds d'ona. Els recents avenços en les tècniques de fabricació han permès la creació d'interferòmetres de Fabry-Pérot molt precisos.

## Aplicacions
L'aplicació comú més important és el seu ús com a filtre dicroic, en el qual una sèrie de capa d'etalon es dipositen sobre una superfície òptica mitjançant tècniques de deposició de vapor. Aquests filtres òptics tenen, usualment, una capacitat reflectora exacta i passen més bandes que els filtres d'absorció. Pel mateix disseny del filtre funcionen més freds que els filtres d'absorció, ja que poden reflectir longituds d'ona no desitjades. Els filtres dicroics s'usen àmpliament en equips òptics com ara fonts de llum, càmeres i equips astronòmics.
L'ocupació en xarxes de telecomunicacions per al multiplexat de longituds d'ona en equips add-drop multiplexers amb bancs de etalon sintonitzats de diamant o sílice fosa. Aquests bancs són petits cubs iridescents d'uns 2 mm de mida en un costat, muntats en petits prestatges mecanitzats amb alta precisió. Els materials es trien per mantenir estables les distàncies mirall a mirall i guardar l'estabilitat de les freqüències usades en les transmissions, fins i tot quan varia la temperatura. Es prefereix el diamant perquè presenta una millor conducció de la calor i un menor coeficient de dilatació. Des de l'any 2005, alguns equips de comunicacions van començar a utilitzar etalon en estat sòlid que són de fibra òptica. Això elimina la majoria de les dificultats de muntatge, alineament i refredament dels equips.